# Porub
Porub (en rus: Поруб) és un poble de la República de Komi, a Rússia, segons el cens del 2010 tenia 37 habitants.